# Mesoteliom
Mesoteliom eller malignt mesoteliom är en ovanlig och aggressiv form av cancer med sarkom- eller adenomliknande tumörer som uppstår ur mesotelet i lungsäckarna, bukhinnan, runt testiklarna eller hjärtsäcken. Orsaken till mesoteliom i lungsäcken är nästan alltid asbestexponering, men det kan dröja decennier från exponering till dess tumörerna uppstår. Prognosen är dålig. Medianöverlevnaden är under ett år. Cystiskt mesoteliom är en form av mesoteliom som drabbar bukhinnan. Mesoteliom utvecklas från det tunna lager av vävnad som täcker många av de inre organen (känt som mesotel). De vanligaste området som drabbas är slemhinnorna som täcker lungorna och bröstkorgen. Mindre vanligen drabbas slemhinnan i magen och ännu mer sällan hjärtsäcken som omger hjärtat, eller den säck som omger testiklarna. Symtom på mesoteliom kan vara andnöd på grund av vätska i lungsäcken, svullen buk, smärta i bröstkorgen, hosta, trötthet och viktminskning. Dessa symtom utvecklas vanligen långsamt.
Fler än 80% av mesoteliom orsakas av exponering för asbest. Ju större exponering, desto högre risk. År 2013 utsattes cirka 125 miljoner människor för asbest i arbetet. Sjukdomen förekommer oftare hos de som arbetat med att bryta asbest, producerat eller jobbat med produkter i asbest, levt med asbests-arbetare eller jobbat i byggnader som innehåller asbest. Det tar vanligen uppemot 40 år innan sjukdomen får fäste. Även att tvätta kläder åt någon som arbetat med asbest ökar risken att drabbas. Andra riskfaktorer är genetiska eller till följd av infektion med simian virus 40. Diagnosmisstanke baseras ofta på lungröntgen eller datortomografi, och bekräftas genom att antingen undersöka vätska som produceras av cancern eller genom en vävnadbiopsi av cancern.
Förebyggande insatser kretsar kring att minska exponering för asbest. Behandlingen innebär ofta kirurgi, strålbehandling och cellgiftsbehandling. Ett förfarande som kallas pleurodes, vilket innebär att man använder ämnen såsom talk för att orsaka ärrbildning som "klistrar" ihop yttre och inre lagren av lungsäcken, kan användas för att förhindra att mer vätska bildas kring lungorna. Cellgiftsbehandlingen består ofta av medicinerna cisplatin och pemetrexed. Andelen människor som lever fem år efter diagnos är i genomsnitt 8% i USA.
Under 2013 levde 50 000 människor med mesoteliom och 34 000 dog av sjukdomen. Frekvensen av mesoteliom varierar i olika delar av världen. Det är vanligare i Australien och Storbritannien och lägre i Japan. Mesoteliom förekommer hos cirka 3 000 personer per år i USA. Sjukdomen uppstår oftare hos män än kvinnor. Sjukdomsfallen har ökat sedan 1950-talet. Diagnos sker vanligen vid över 65 års ålder och de flesta dödsfallen inträffar hos de som är runt 70 år gamla. Sjukdomen var sällsynt före kommersiellt bruk av asbest blev vanligt.